# Stefan Kubiak (żołnierz)
Stefan Kubiak ps. „Matematyk” (ur. 25 sierpnia 1923 w Łodzi, zm. 28 listopada 1963 w Hanoi) – polsko-wietnamski żołnierz, kapitan Việt Minhu walczący w I wojnie indochińskiej, a także w pewnym zakresie w późniejszej wojnie amerykańsko-wietnamskiej. Bohater narodowy Wietnamu.

## Życiorys

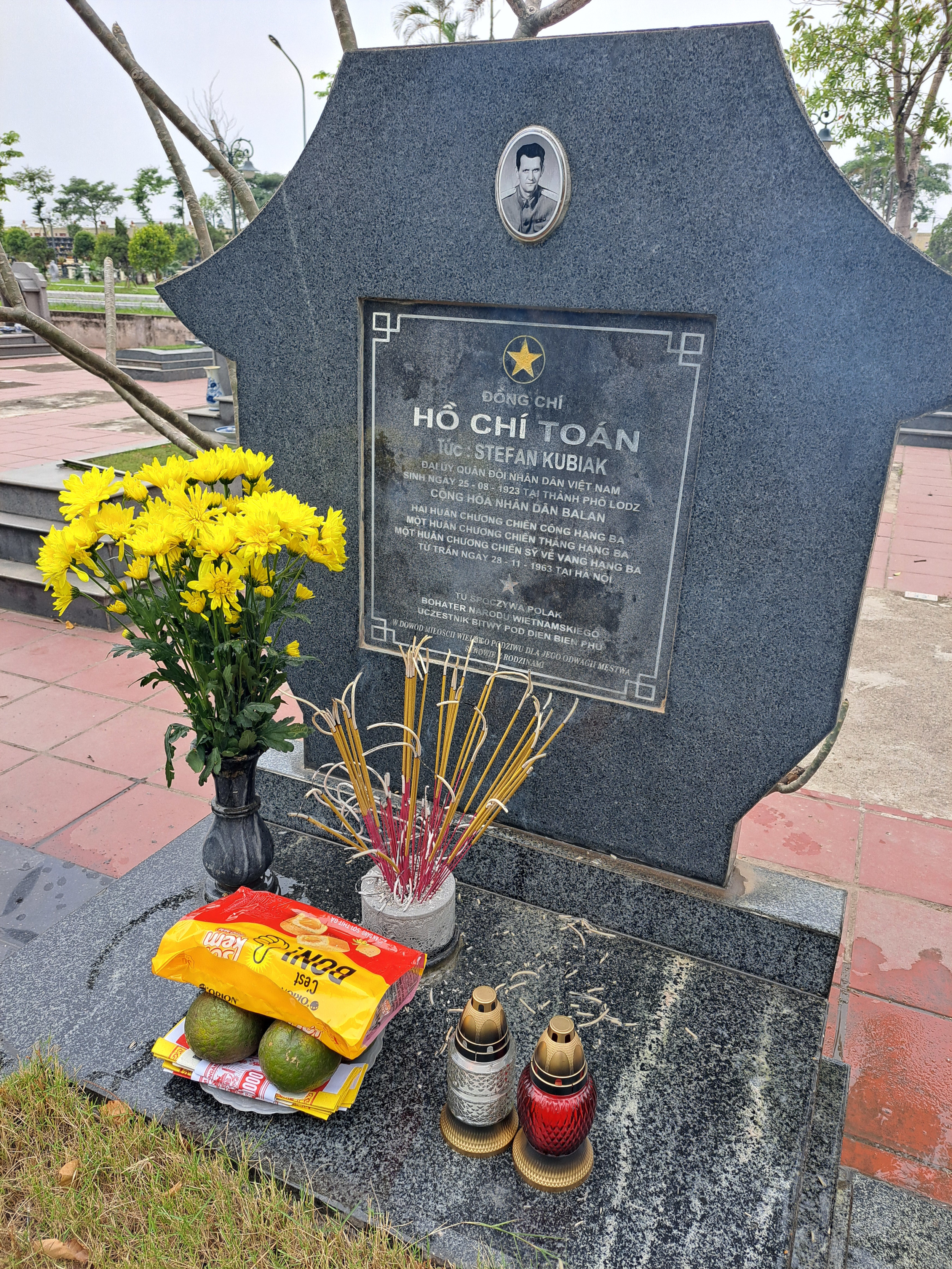
Grób Stefana Kubiaka na cmentarzu Văn Điển pod Hà Nội

### Dzieciństwo
Urodził się w biednej rodzinie tkaczy w łódzkiej dzielnicy Widzew. Jako dziecko lubił czytać książki przygodowe i historyczne, a także oglądać filmy, co sprawiło, że zainteresował się egzotycznymi krajami.

### II wojna światowa
Podczas II wojny światowej szesnastoletni Stefan został wysłany przez niemieckich okupantów na roboty przymusowe. Najpierw pracował w gospodarstwie w pobliżu Kłajpedy, gdzie miejscowy bauer zmuszał go do wykonywania pracy przewidzianej dla dwóch osób. Następnie został wysłany do fabryki w Westfalii, gdzie doświadczył głodu.
Po usłyszeniu wieści o zbliżaniu się Armii Czerwonej do Polski uciekł z miejsca pracy i podróżował pociągami przez całe Niemcy jako pasażer na gapę. Został wykryty i ponownie wysłany na przedmieścia Kłajpedy, gdzie zmuszony był kopać okopy. Ponownie uciekł, przedzierając się na południowy wschód i dołączył do oddziału radzieckich partyzantów.
Na początku stycznia 1945 roku dwudziestojednoletni Kubiak powrócił do Łodzi po przejściu frontu. Za radą przyjaciela wstąpił do Oficerskiej Szkoły Politycznej. Miał zostać oficerem polityczno-wychowawczym Ludowego Wojska Polskiego, ale zdezerterował w niejasnych okolicznościach.

### Francuska Legia Cudzoziemska
Wtapiając się w niemieckich wysiedleńców, Kubiak trafił do okupowanych przez aliantów Niemiec. Tam – bez pieniędzy, jedzenia i dokumentów – został aresztowany przez francuską żandarmerię. Postawiono mu wybór pomiędzy więzieniem a służbą we Francuskiej Legii Cudzoziemskiej. Kubiak wybrał to drugie i został wysłany przez port w Marsylii na intensywne szkolenie wojskowe do Algierii. Po ukończeniu szkolenia, jako żołnierz Francuskiej Legii Cudzoziemskiej, Kubiak wziął udział w tłumieniu antykolonialnych zamieszek we francuskim Maroku w 1946 roku.
W grudniu tego samego roku wsiadł na statek „Pasteur” i został wysłany do Indochin. Na początku 1947 roku jego oddział stacjonował w Nam Định, aby zwalczać wietnamską rebelię w regionie, przeprowadzając operacje poszukiwawczo-oczyszczające. Po tym, jak był świadkiem metod przesłuchań i tortur stosowanych przez Francuzów wobec wietnamskich chłopów, które często kończyły się morderstwami i gwałtami, Kubiak uznał, że walczy po złej stronie i postanowił ponownie zdezerterować. Spiskował z dwoma Niemcami i Austriakiem w Legii, którzy podzielali jego poglądy, i wspólnie opracowali plan ucieczki, który zaprowadził ich do oddziału Việt Minhu.

### W Wietnamie Północnym
W Wietnamie Północnym Kubiak znany był ze swoich wyjątkowych zdolności do naprawiania zróżnicowanych typów zdobycznej broni (włączając w to armaty, granatniki i moździerze). Jego umiejętności zostały wykorzystane po bitwie o Hoà Bình wiosną 1952, kiedy to zdobyto nowoczesne armaty, których nie potrafiono obsługiwać. Kubiakowi udało się rozwiązać ten problem, co umożliwiło wykorzystanie armat oraz zapewniło mu uznanie wietnamskich przełożonych.
W wietnamskiej armii otrzymał przezwisko „Matematyk” ze względu na swoje umiejętności taktyczne i strategiczne, które odegrały kluczową rolę w kampanii Dien Bien Phu. Według biografii opisanej na stronie zarządu Mauzoleum Ho Chi Minha; Kubiak był utalentowanym żołnierzem. Pomógł przełamać najtrudniejszą blokadę wroga, by umożliwić żołnierzom szarżę i ostatecznie zdobycie bunkra. Zrobił to przebierając się w mundur francuskiego oficera.
Mimo że był obcokrajowcem, był bardzo szanowany przez partyzantów Việt Minhu, a nawet otrzymał honorowe nazwisko i drugie imię „Hồ Chí”, które przyjął osobiście od pierwszego prezydenta Wietnamu Północnego Hồ Chí Minha – za wkład w walkę narodowowyzwoleńczą Wietnamczyków.
Z powodu nawracających ran i ciężkiej malarii, w 1963 roku Kubiak ciężko zachorował i zmarł w stolicy Wietnamu Północnego, przeżywszy 40 lat. Jego grób mieści się na cmentarzu Văn Điển (11 km od centrum Hanoi).